# Farsetia
Farsetia es un género de plantas fanerógamas de la familia Brassicaceae.  Comprende 79 especies descritas y de estas, solo 28 aceptadas.

## Descripción
Pequeños arbustos  o hierbas perennes, raramente anuales, a menudo con bases leñosas y arbustivas en apariencia, muy ramificados, erectos o expandidos, canosoa, con pelos blancos adpresos bipartitos. Hojas lineares oblongas, sésiles. Racimos laxos, ebracteados, alargados en la fruta. Flores pequeñas o grandes, de color amarillo pálido, malva, naranja o blanco, poco pedicelado. Sépalos erectos, obtusos,  canosos. Pétalos ligeramente más largos que el doble de  los sépalos, oblongo-lineal,  ápice redondeado; margen a menudo rizado, y  en espiral hacia el interior. El fruto es una silicua oblonga, comprimida, estrecha a ancha (raramente suborbicular) grisácea con pelos adpresos bipartitos, bilocular, dehiscente; ginóforo oscuro y muy corto, pero distinto;  semillas uniseriados y biseriadas, orbiculares, alas comprimidas.

## Taxonomía
El género fue descrito por Antonio Turra y publicado en  Farsetia, Nov. Gen. 3. 1765

## Especies aceptadas
A continuación se brinda un listado de las especies del género Farsetia aceptadas hasta septiembre de 2013, ordenadas alfabéticamente. Para cada una se indica el nombre binomial seguido del autor, abreviado según las convenciones y usos.
- Eremobium aegyptiacum (Spreng.) Asch. ex Boiss.
- Eremobium diffusum (Decne.) Botsch.
- Eremobium lineare (Delile) Boiss.
- Eremobium longisiliquum (Coss.) Boiss.
- Eremobium nefudicum (Velen.) B.L.Burtt & Rech.f.